# Laßnitzthal
Laßnitzthal település Ausztriában, Stájerország tartományban, a Weizi járásban. 2015 óta Gleisdorf része. Tengerszint feletti magassága 392 méter, területe 7,59 km². Lakosainak száma 1070 fő.